# 笹本駿二

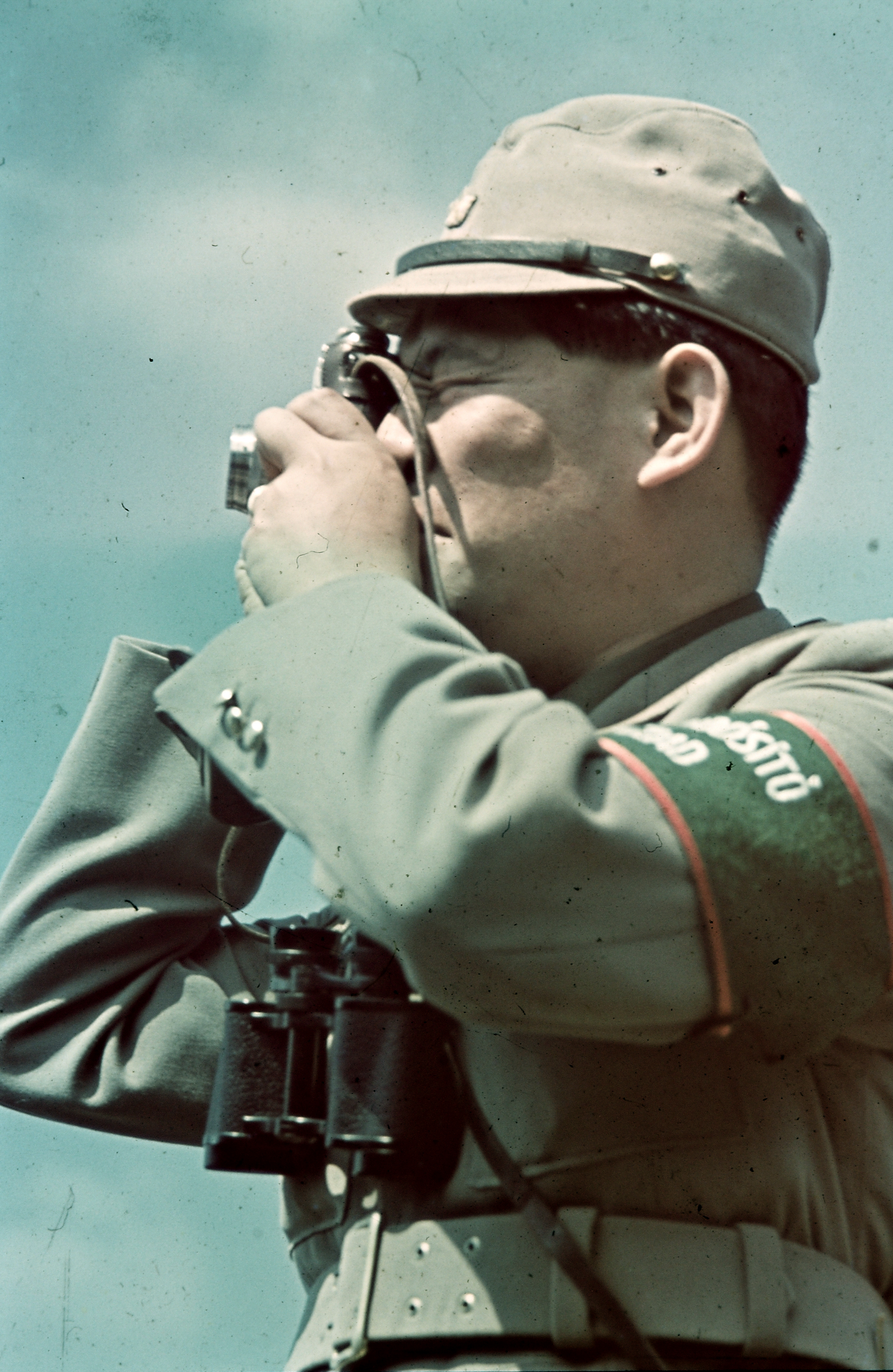
1942年、特派員としてハンガリーに派遣された際のカラー写真

笹本 駿二（ささもと しゅんじ、1912年〈明治45年／大正元年〉 - 1998年〈平成10年〉9月28日）は、日本のジャーナリスト、評論家。第二次世界大戦前後のヨーロッパに特派員として滞在し、多くの知見を得た。

## 人物・経歴
1912年台湾基隆生まれ。1935年京都帝国大学文学部を卒業後、外務省に入省。1938年に渡欧。通算五十年近くにわたってチューリヒ、ブダペスト、イスタンブール、ベルリン、パリ、ボンなどに住み、文筆活動を続けた。この間朝日新聞、東京新聞、静岡新聞などの特派員、NHK解説委員等も務め、晩年はボンとチューリヒを拠点に静岡新聞などに執筆していた。 
中でも第二次世界大戦前後の生の欧州情勢の報道は貴重な記録として残り、後に『第二次世界大戦前夜』などにまとめられた。その外、主な著書に『ベルリンの壁崩れる』、『スイスを愛した人びと』などがある。
1998年9月28日、ドイツのデュッセルドルフで死去。86歳。

## 著書
- 『第二次世界大戦前夜　ヨーロッパ一九三九年』岩波新書、1969
- 『第二次世界大戦下のヨーロッパ』岩波新書、1970
- 『ライン河物語　私のヨーロッパ案内』岩波新書、1974
- 『ローヌ河歴史紀行　アルプスから地中海へ』岩波新書、1980
- 『スイスを愛した人びと』岩波新書、1988
- 『人間・尾崎秀実の回想』岩波書店、1989
- 『ベルリンの壁崩れる　移りゆくヨーロッパ』岩波新書、1990
- 『ドイツ統合の完成者ヘルムート・コール　移りゆくヨーロッパ』岩波書店、1991
- 『私のスイス案内』岩波新書、1991

### 訳・共著
- ルカーチ・ジェルジュ『ゲーテとその時代』中央公論社、1952
- 『ドキュメント現代史10 東欧の動乱』加藤雅彦共編、平凡社、1973
- 藤村信・緑川亨（岩波編集者）共著『ヨーロッパの地殻変動を語る　ルツェルン湖畔にて』岩波書店、1990